# Berggrund
För andra betydelser, se Berggrund (olika betydelser).

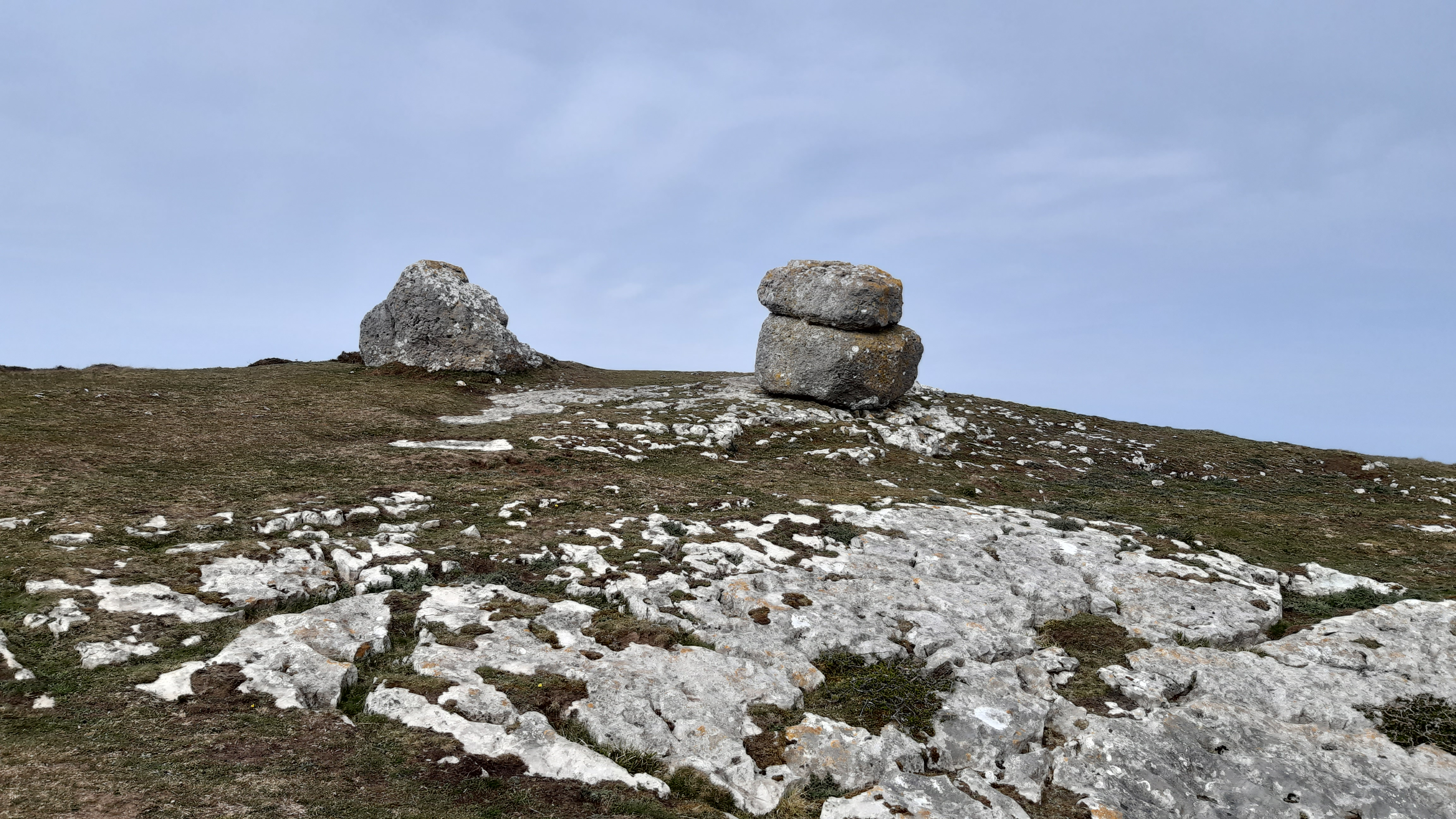
Blottad berggrund i Great Orme, Wales.

Berggrund kallas det berg som utgör den fasta massan i alla kontinentalplattor. Berggrunden är uppbyggd av olika bergarter, vilka i sin tur består av olika mineral.
Berggrunden består dels av urberg, dels av yngre sedimentära, metamorfa och magmatiska bergarter. Den äldsta kända berggrunden i världen finns i nordvästra Kanada, och är en fyra miljarder år gammal gnejs nära Stora Slavsjön.

## Islands berggrund
Island består av Nordens yngsta berggrund. Ön är en del av den Mittatlantiska ryggen, en spridningszon i Atlanten där flera kontinentalplattor glider ifrån varandra. Islands berggrund består till stor del av basalt, en magmatisk bergart.

## Sveriges berggrund
Sveriges äldsta berggrund är arkeisk och finns i norra Sverige. Med hjälp av radiometriska dateringar har man kunnat åldersbestämma den till ungefär 2500 miljoner år. Den yngsta berggrunden i Sverige finns i Blekinge och är från tertiär.[källa behövs]
Sveriges berggrund består främst av magmatiska och metamorfa bergarter, det som ofta kallas urberget, men den består också av yngre sedimentära bergarter och magmatiska bergarter.

## Berggrunden som resurs
Berggrunden innehåller många av Jordens viktigaste naturresurser, till exempel malm av olika slag, industrimineral, krossberg till ballast och fossila bränslen, så som kol, olja och naturgas. Många av de naturresurser som kommer från berggunden ses som icke förneyelsebara eftersom det tar, ur ett mänskligt perspektiv, väldigt lång tid för dem att bildas.